# 李德林 (安平郡公)
李德林（532年—592年），字公輔，博陵安平人。

## 生平
德林年幼聰敏，十五歲能誦五經。長大後，對家人孝順，善寫文章，辭覈而理暢。北齊天保年間舉秀才。魏收很看重他。
北齊時，官至中書侍郎，曾參與國史修撰，編成《齊史》二十七卷。周武帝灭北齐，“入邺之日”，专门遣人到李德林家“宣旨慰喻”，称“平齐之利，唯在于尔”。周武帝在云阳宫用鲜卑语对大臣说：“我常日唯闻李德林名，及见其与齐朝作诏书移檄，我正谓其是天上人。岂言今日得其驱使，复为我作文书，极为大异。”
入隋後，官至內史令，封安平公，奉詔續修《齊史》，開皇十二年（592年），全書未成而卒，享年六十一。

## 家族
祖父李壽，官湖州戶曹從事。父亲李敬族，官拜鎮遠將軍。
其子李百藥續成《北齊書》。

## 延伸阅读
[在维基数据编辑]
 《北史·卷072》，出自李延壽《北史》
 《隋書·卷42》，出自魏徵《隋书》